# Condado de Saboya
El condado de Saboya (en latín: comitatus Sabaudiae; en francés: comté de Savoie; en italiano: contea di Savoia) fue un estado integrante del Sacro Imperio Romano Germánico que existió entre los años 1003 y 1416, momento en el que su título nobiliario fue ascendido a ducado de Saboya, siendo el duque Amadeo VIII.

## Situación geográfica
El territorio del Condado de Saboya se extendió en los valles alpinos entre Italia y Francia, ocupando las zonas cercanas a la ciudad de Chambéry en los actuales territorios de Saboya y Alta Saboya, así como los territorios italianos del Piamonte del Valle de Aosta de Niza, y algunos cantones de Suiza.

## Historia

### Creación del condado
El condado fue creado en 1003 por Vittorio D'avico, para ampliar sus dominios sobre los territorios del norte de la península itálica y mantenerlo en los valles alpinos. Sin embargo, tras la disgregación total del Reino de Borgoña en el año 1032, el emperador Conrado II del Sacro Imperio Romano Germánico concede plenos poderes a Humberto I de Saboya, iniciador de la dinastía condal y le da permiso utilizar el águila imperial alemana en su escudo de armas. La ciudad de Chambéry, la más importante de la época en aquella zona, es convertida en la capital fija.
El matrimonio de Adelaida de Susa, marquesa de Turín, con Otto de Saboya comporta la unión de los territorios de Saboya a los del Valle de Susa y del Marquesado de Turín, territorio que se extendía por el Piamonte.
La participación de Amadeo III de Saboya en la Segunda Cruzada, en la cual muere, permite a la Casa de Saboya incorporar al escudo de armas la cruz de los cruzados. Tomás I fue nombrado vicario imperial en el año 1225 por parte de Federico II del Sacro Imperio Románo Germánico, restaurando los dominios de la casa al Piamonte y ampliando sus posesiones a los Alpes.
En 1285, con la muerte de Felipe I de Saboya, el condado se ve saqueado por los conflictos dinásticos familiares, siendo sucedido por su sobrino Amadeo V de Saboya. Si bien este conserva el título condal y el control de las rutas comerciales a través de los Alpes, entra en lucha con su hermano pequeño Luis, el cual ocupa la zona nororiental del país del Vaud, y también con su pariente Felipe que ocupa buena parte del Piamonte. Aimone de Saboya consigue hacerse de nuevo con el territorio del Piamonte, y el hijo de este. Amadeo VI adquiere los territorios de Biella, Cuneo, Santhia y el país de Vaud. En 1388 Amadeo VII consigue unir a los dominios de los Saboya del Condado de Niza a pacto que no la entregaran nunca ni a los provenzales ni a los franceses.

### Creación del Ducado
En 1416 el emperador Segismundo I del Sacro Imperio Romano Germánico eleva el título de Amadeo VIII de Saboya de conde a duque, estableciendo entonces la nueva denominación de Ducado de Saboya.